# 岩手県道166号藤根停車場線
岩手県道166号藤根停車場線（いわてけんどう166ごう ふじねていしゃじょうせん）は、JR北上線 藤根停車場から岩手県北上市和賀町藤根に至る、かつて存在した岩手県の一般県道である。本稿では廃止時点の路線状況を記述している。

## 概要

### 路線データ
- 実延長：644.3m[1]
- 起点：北上線藤根駅
- 終点：北上市和賀町藤根[1]（県道165号接続）

## 歴史
- 1976年（昭和51年）4月1日 - 県道に認定される[1]。
- 2016年（平成28年）3月31日 - 廃止[2]され、県道302号の認定と引替えに市道に移管される[3]。

## 地理

### 通過する市町村
- 北上市

### 接続する道路
- 岩手県道165号岩崎藤根線（北上市和賀町藤根）